# Stanisław Leszczyński
Stanisław Bogusław Leszczyński herbu Wieniawa (ur. 20 października 1677 we Lwowie, zm. 23 lutego 1766 w Lunéville) – król Polski w latach 1704–1709 i 1733–1736, książę Lotaryngii i Baru w latach 1738–1766, wolnomularz, starosta nowodworski w 1701 i 1703 roku, starosta odolanowski w 1696 roku.

## Młodość

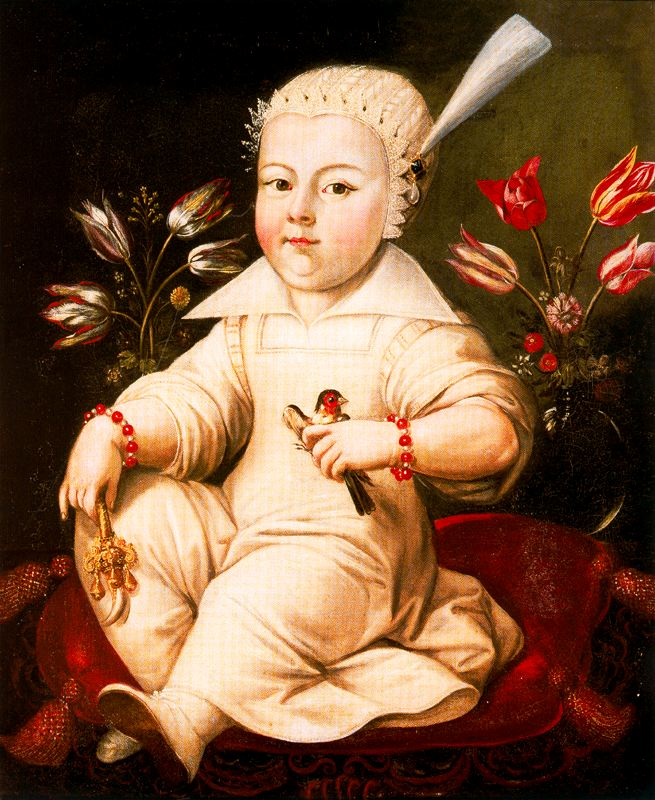
Portret z ok. 1682

Był synem podskarbiego wielkiego koronnego Rafała Leszczyńskiego i Anny z Jabłonowskich, córki Stanisława Jana. Do chrztu we Lwowie, który odbył się 21 października 1677 w katedrze łacińskiej, trzymali go jego dziadek hetman polny koronny Stanisław Jan Jabłonowski i jego siostra Zofia Dzieduszycka. Jego edukacją zajmowali się nauczyciele domowi, w tym sprowadzani z zagranicy. Przyszły król uczęszczał także do gimnazjum protestanckiego w Lesznie. W latach 1695–1696 odbył podróż po Europie.
Marszałek sejmiku przedkonwokacyjnego województw poznańskiego i kaliskiego w 1696 i 1697 roku. Po zerwanym sejmie konwokacyjnym 1696 roku przystąpił 28 września 1696 roku do konfederacji generalnej.
Aż do śmierci ojca w 1703 pozostawał wyraźnie w jego cieniu. W 1696 objął z woli ojca starostwo niegrodowe odolanowskie. Na sejmie elekcyjnym w 1697 opowiedział się razem z ojcem za kandydaturą syna zmarłego króla, Jakuba Sobieskiego, ale ostatecznie poparł elektora saskiego. Był elektorem Augusta II Mocnego w 1697 roku z województwa kaliskiego. Nowy król odwdzięczył mu się, mianując go podczaszym wielkim koronnym. W 1699 Leszczyński został wojewodą poznańskim. Sytuacja zmieniła się po wybuchu wojny północnej w 1700 i wkroczeniu wojsk szwedzkich do Polski.

## Przerwane panowanie

Koronacja Stanisława Leszczyńskiego w Warszawie w 1705 roku

Zobacz więcej: wojna domowa w Polsce 1704–1706.
Po zajęciu Warszawy przez wojska szwedzkie w 1704, wroga królowi Augustowi II Mocnemu szlachta polska zawiązała konfederację warszawską i 16 lutego zdetronizowała króla. Leszczyński, jako delegat konfederacji, spotkał się w kwietniu z królem szwedzkim Karolem XII w Lidzbarku Warmińskim. Szwedzki władca, doceniając jego wpływy w Wielkopolsce, wysunął go jako kandydata do tronu. Leszczyński początkowo złożył zobowiązanie, że koronę przyjmie jedynie w depozyt i przekaże ją Jakubowi Sobieskiemu. Obietnicy nigdy nie dotrzymał. 12 lipca 1704 sejm elekcyjny, zwołany w szwedzkim obozie wojskowym pod Warszawą, potwierdził formalnie wybór nowego króla. Proklamacji nie dokonał zgodnie z prawem zwyczajowym prymas Michał Stefan Radziejowski, lecz biskup poznański Mikołaj Stanisław Święcicki. Dopiero jednak 4 października 1705 został koronowany na króla Polski w kolegiacie św. Jana Chrzciciela w Warszawie przez arcybiskupa lwowskiego Konstantego Józefa Zielińskiego.
Przez cały 5-letni okres panowania Leszczyńskiego trwała w Polsce wojna przeciwko szwedzkiej okupacji, przy czym August II Mocny (Wettyn) dopiero w 1706 zrzekł się swej polskiej korony na rzecz nowego króla (pokój w Altranstädt). Po podpisaniu pokoju Leszczyński towarzyszył Karolowi XII podczas okupacji Saksonii i przebywał ze świtą na zamku Mildenstein w Leisnig. Przebywające w Rzeczypospolitej wojska saskie zniszczyły dobra Leszczyńskiego. Szczególnie ucierpiało Leszno, które zostało spalone. W 1707 roku w celu wyparcia z Rzeczypospolitej wojsk rosyjskich, Szwedzi opuścili Saksonię a wraz nimi Stanisław Leszczyński. Do początku 1708 roku Leszczyński przebywał na Kujawach, a następnie w ślad za Karolem XII zimą dotarł do Grodna, Gieranon, a następnie do Wilna. Po zniszczeniu przez Rosjan ekspedycyjnej armii szwedzkiej pod Połtawą 8 lipca 1709, Szwedzi opuścili także ziemie Rzeczypospolitej.

## Wygnanie z Polski

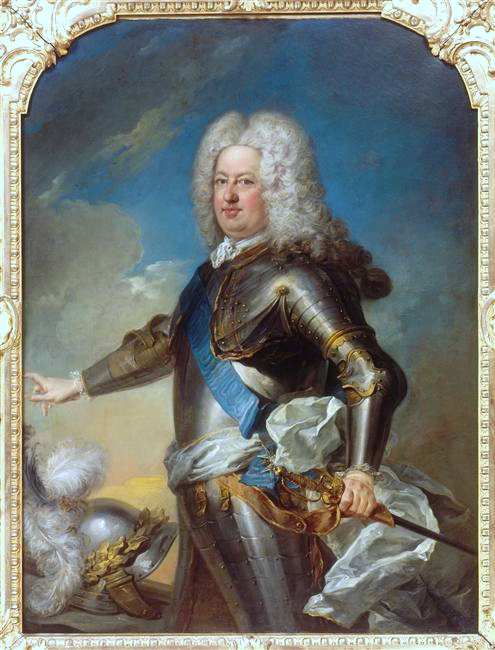
Jean Baptiste van Loo, Portret Stanisława Leszczyńskiego z 1728 roku

W sierpniu 1709 roku Leszczyński przez Szczecin udał się do Stralsundu na Pomorzu Szwedzkim. Tam Karol XII powierzył mu kierownictwo armii szwedzkiej dowodzonej przez Nilsa Gyllenstiernę. W tym czasie Leszczyński wielokrotnie przeprawiał się do Szwecji, by przedstawić tam swoje koncepcje polityczne.
5 grudnia 1712 w Ribnitz koło Stralsundu Leszczyński zawarł ugodę z reprezentującym Augusta II feldmarszałkiem saskim Jakubem Henrykiem Flemmingiem. W myśl jej postanowień zwracał rywalowi jego akt abdykacji z 1706, tracąc tym samym polską koronę, zachowując jednak tytuł królewski. Wynegocjował amnestię dla swoich zwolenników, zwrot swoich utraconych majątków i roczną pensję. Porozumienie to nie weszło jednak w życie, uznane za nieważne przez Karola XII.
W grudniu 1712 udał się w podróż do Turcji. Na początku 1713 roku, trasą przez Jassy, dotarł do Benderów, gdzie miał nadzieję spotkać króla Szwecji. Karol XII został już jednak wcześniej przeniesiony w okolice Adrianopola. Leszczyński udał się zatem na Krym. Stamtąd podjął próbę destabilizacji Rzeczypospolitej i obalenia Augusta II. Wiosną 1713 roku na audiencji w Bakczysaraju przekonał chana krymskiego do wyprawy na Rzeczpospolitą. W czerwcu 1713 przez Wrocław wysłał też do kraju swojego wysłannika z pieniędzmi przeznaczonymi na wywołanie zamieszek. Na przełomie wiosny i lata na czele kilkudziesięciu tysięcy Tatarów chana Qaplana I Gireja, wojsk tureckich, polskich oraz dragonów szwedzkich przeprawił się przez Prut i stanął pod Chocimiem. Ostrzeżony hetman wielki koronny Adam Mikołaj Sieniawski rozpoczął przygotowania obronne. Wyprawa zakończyła się fiaskiem na skutek nacisków dyplomacji cesarskiej i rosyjskiej.

## Księstwo Dwóch Mostów i Francja
4 lipca 1714 Leszczyński przybył do dziedziczonego przez władców szwedzkich Księstwa Dwóch Mostów. Karol XII uczynił go księciem z upoważnienia (fr. prince par délégation), co miało zabezpieczyć egzystencję byłego polskiego monarchy. W czasie swych rządów Leszczyński wzniósł tam rezydencję podmiejską Tschifflik w Zweibrücken, nakazał budowę nowego klasztoru w Gräfinthal, gdzie pochowana została jego córka Anna. Na swoim dworze utrzymywał francuski zespół teatralny noszący nazwę Teatru Jego Mości Króla Polski.
W styczniu 1719 zmuszony został do opuszczenia swojego księstwa. Przez Bergzabern i Landau in der Pfalz udał się do Wissembourga, gdzie też osiadł na dłużej. Kolejne 14 lat Stanisław Leszczyński przebywał we Francji. W Wissembourgu zamieszkiwał do 1725, a następnie do 1733 zamieszkiwał w zamku w Chambord.

Rezydencje Stanisława Leszczyńskiego
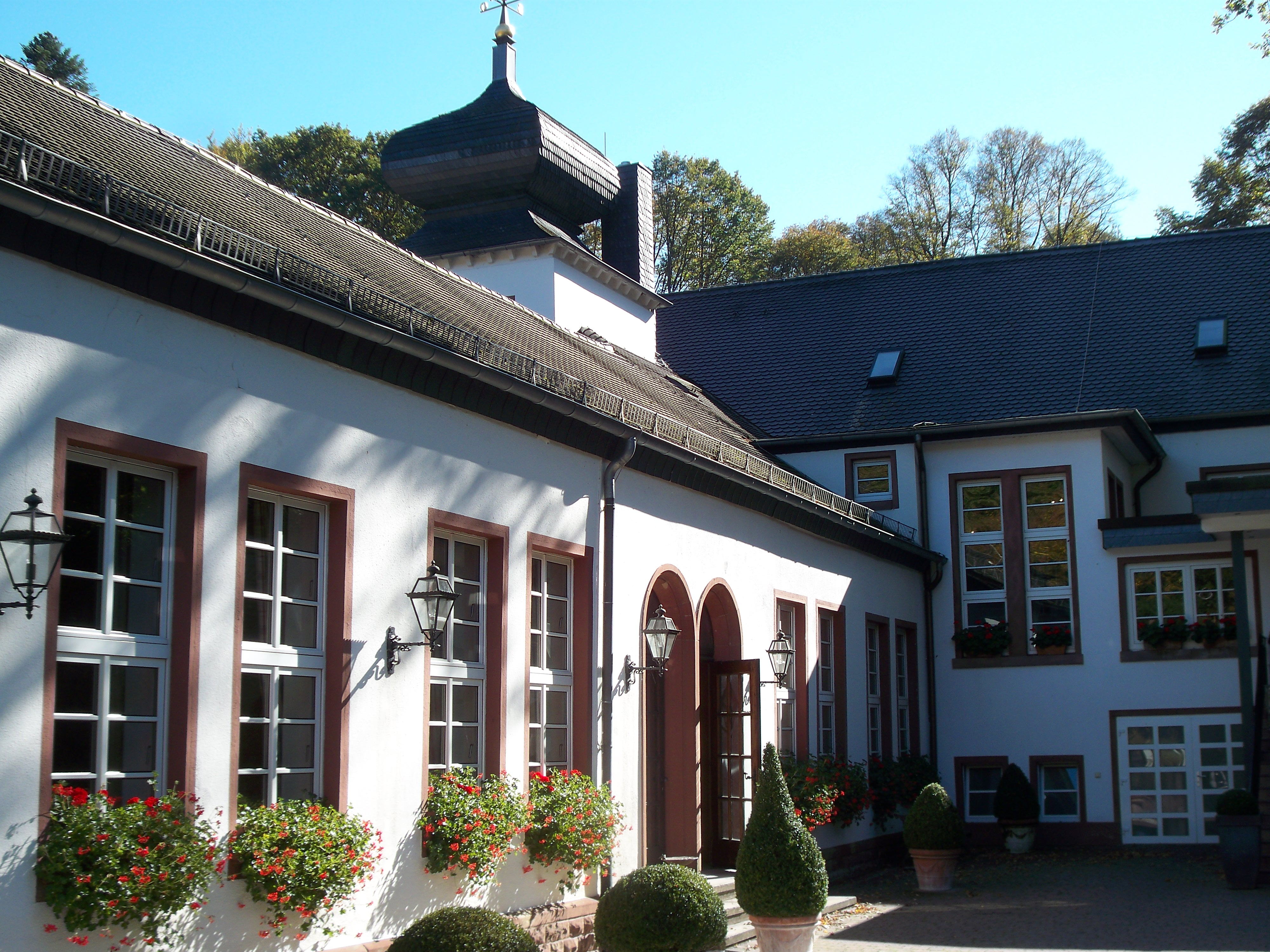
Pałac Tschifflik w Zweibrücken
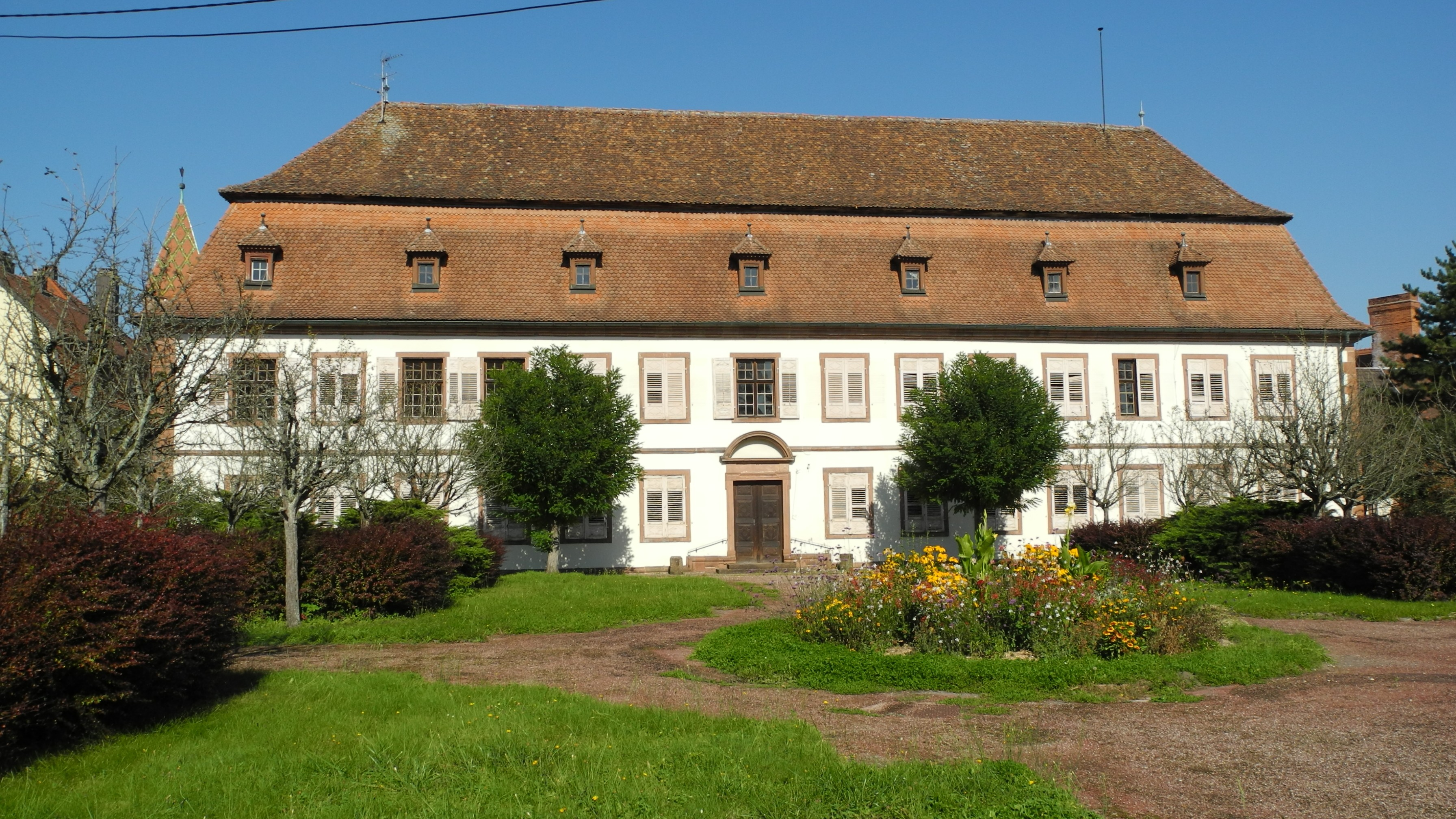
Pałac w Wissembourgu(inne języki)
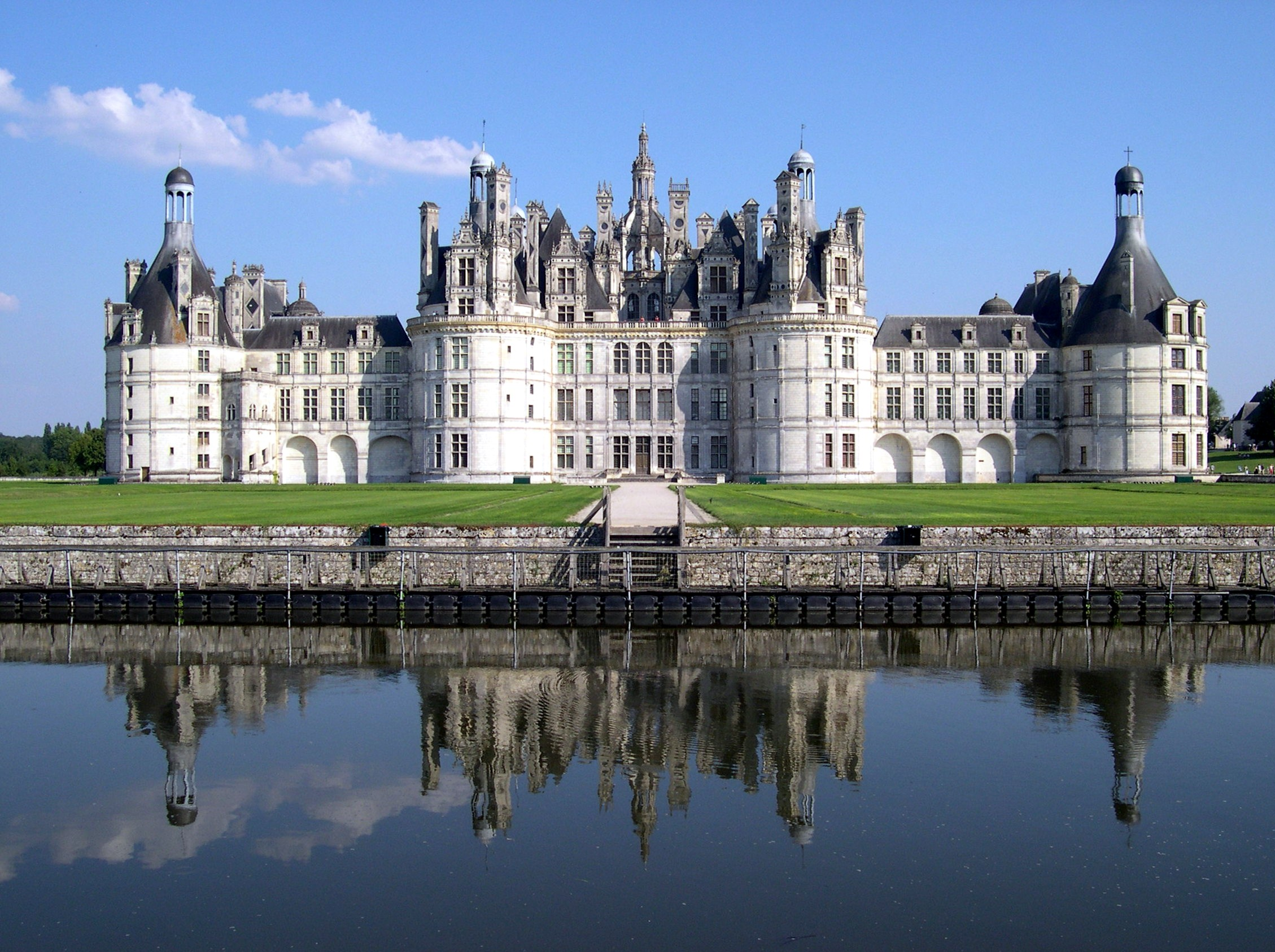
Zamek w Chambord

## Elekcja 1733 roku i wojna o sukcesję polską

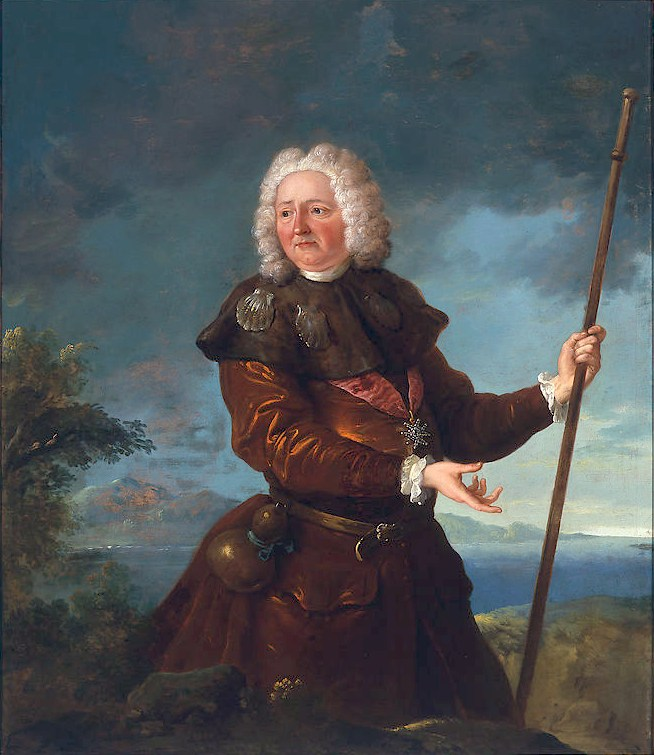
Jean-Baptiste Oudry, Portret króla Stanisława Leszczyńskiego w stroju pielgrzyma z 1730 roku

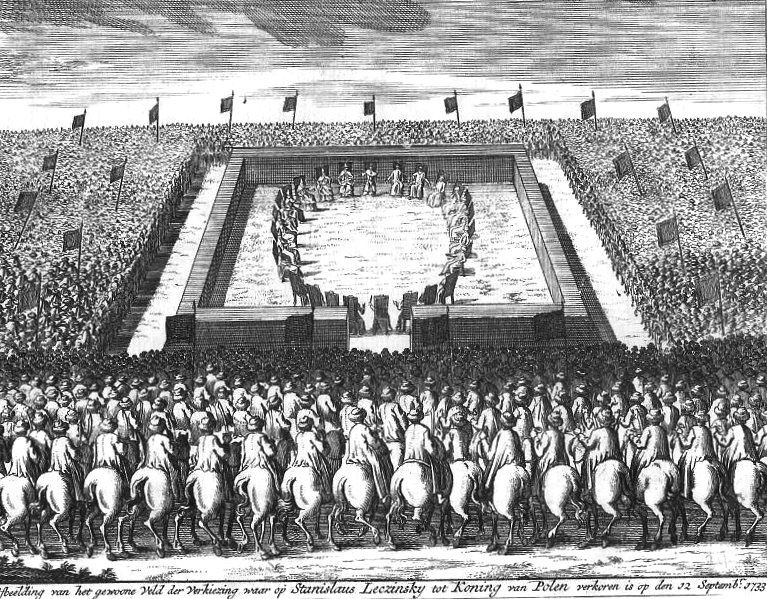
Elekcja Stanisława Leszczyńskiego w 1733

W 1725, dzięki wstawiennictwu markizy de Prie, jego córkę Marię poślubił król Francji – 15-letni wówczas Ludwik XV, młodszy od swej wybranki o 6 lat. Ludwik XV angażował się później bezpośrednio, wszak bez powodzenia, w powrót swego teścia na tron Polski, zwolniony przez śmierć Augusta II w 1733.
Stanisław Leszczyński pojechał wówczas na elekcję do Warszawy, mocno wspierany pieniędzmi przez Ludwika XV. Dnia 12 września 1733 w Warszawie został wybrany królem Polski przez 11.97 elektorów spośród szlachty. Za jego kandydaturą wotowali: prymas Teodor Potocki i 8 biskupów, 120 senatorów świeckich, ministrów i dygnitarzy, oraz domy Potockich, Mniszchów, Jabłonowskich, Szembeków, Załuskich, Rzewuskich i Poniatowskich z Czartoryskimi.
5 października stronnicy Augusta Wettina, syna Augusta II, pod osłoną rosyjskiego korpusu generała Piotra Lacy ogłosili Augusta królem Polski we wsi Kamion na Pradze. Augusta III poparło 906 stronników. Augusta III poparli biskupi Jan Aleksander Lipski i Stanisław Józef Hozjusz, 19 senatorów, ministrów i dygnitarzy, oraz domy pańskie: Wiśniowieckich, Radziwiłłów, Sanguszków, Lubomirskich, Branickich, Zawiszów. Ponowny wybór Leszczyńskiego stał się powodem wojny o tron polski. Nastąpiła zbrojna interwencja Rosji, Austrii i Saksonii, za których protekcją obwołany został królem August III. Stronnictwo Leszczyńskiego stawiło większy opór jedynie w Gdańsku, licząc tam na pomoc francuską. Faktycznie przybył niewielki francuski oddział interwencyjny pod dowództwem hrabiego Plélo, ale został rychło rozbity przez Sasów i Rosjan, zaś Gdańsk skapitulował po kilkumiesięcznym oblężeniu.
Stronnicy Leszczyńskiego uznali wówczas Augusta III, natomiast on sam przebrany za chłopa uciekł do Królewca w Prusach Książęcych, wówczas zawiązała się nowa zbrojna konfederacja dzikowska w obronie jego elekcji. Po jej rozbiciu w Puszczy Zielonej i po porozumieniu się Francji i Austrii – Stanisław Leszczyński zmuszony został do zrzeczenia się korony i powrócił do Francji. O tym, że chciał wzmocnienia władzy centralnej, zniesienia poddaństwa chłopów, ograniczenia liberum veto itp. zaświadczył tylko w swej książce Głos wolny wolność ubezpieczający, datowanej na 1733, ale wydanej w 1748.

## Lotaryngia

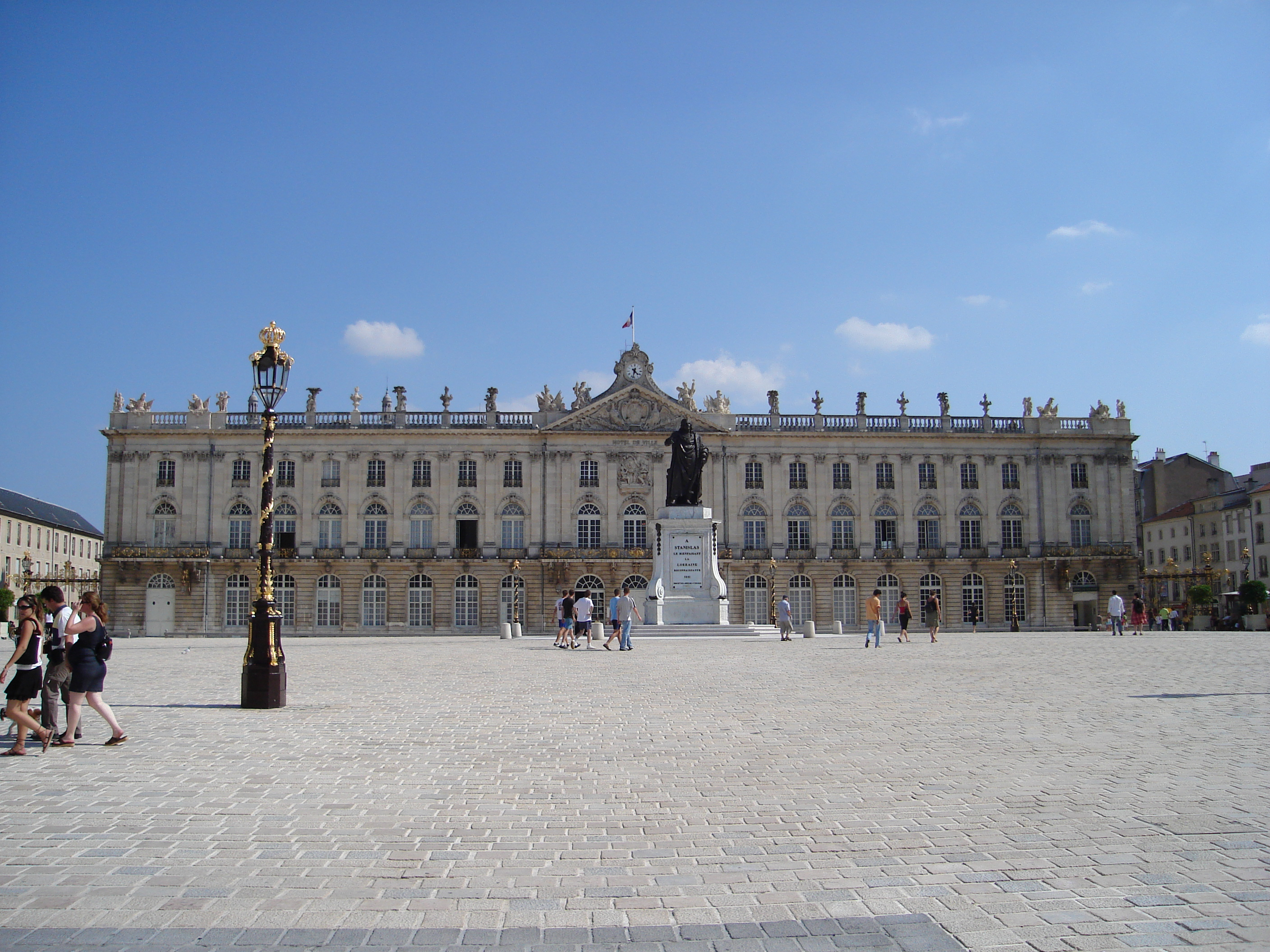
Plac Stanisława wraz z pomnikiem króla w Nancy

Kardynał Fleury kierujący ówczesną polityką Francji jako pierwszy minister Ludwika XV był politykiem ostrożnym. Postanowił więc nie poświęcać interesu swego kraju za królewskiego teścia. Wojna o sukcesję zakończyła się kompromisem z Austrią. August III został uznany królem Polski, ale w zamian Stanisław Leszczyński został dożywotnim władcą bogatego księstwa Lotaryngii, należącego dotychczas do Franciszka Lotaryńskiego. Po śmierci Stanisława księstwo miało zostać przekazane Francji, jako zaległy posag jego córki Marii. Leszczyński okazał się dobrym gospodarzem swego nowego władztwa, zyskując u miejscowej ludności przydomek króla-dobrodzieja. Wsławił się głównie jako mecenas sztuki i nauki. Z jego inicjatywy w Nancy wzniesiono w latach 1737–1741 barokowy Kościół Notre-Dame de Bon Secours, a w latach 1752–1755 wykonano Plac Stanisława, na którym w 1831 w uznaniu jego zasług odsłonięto jego pomnik. Król założył także Akademię Leszczyńskiego.
Był wykształconym poliglotą.

## Śmierć i pochówek

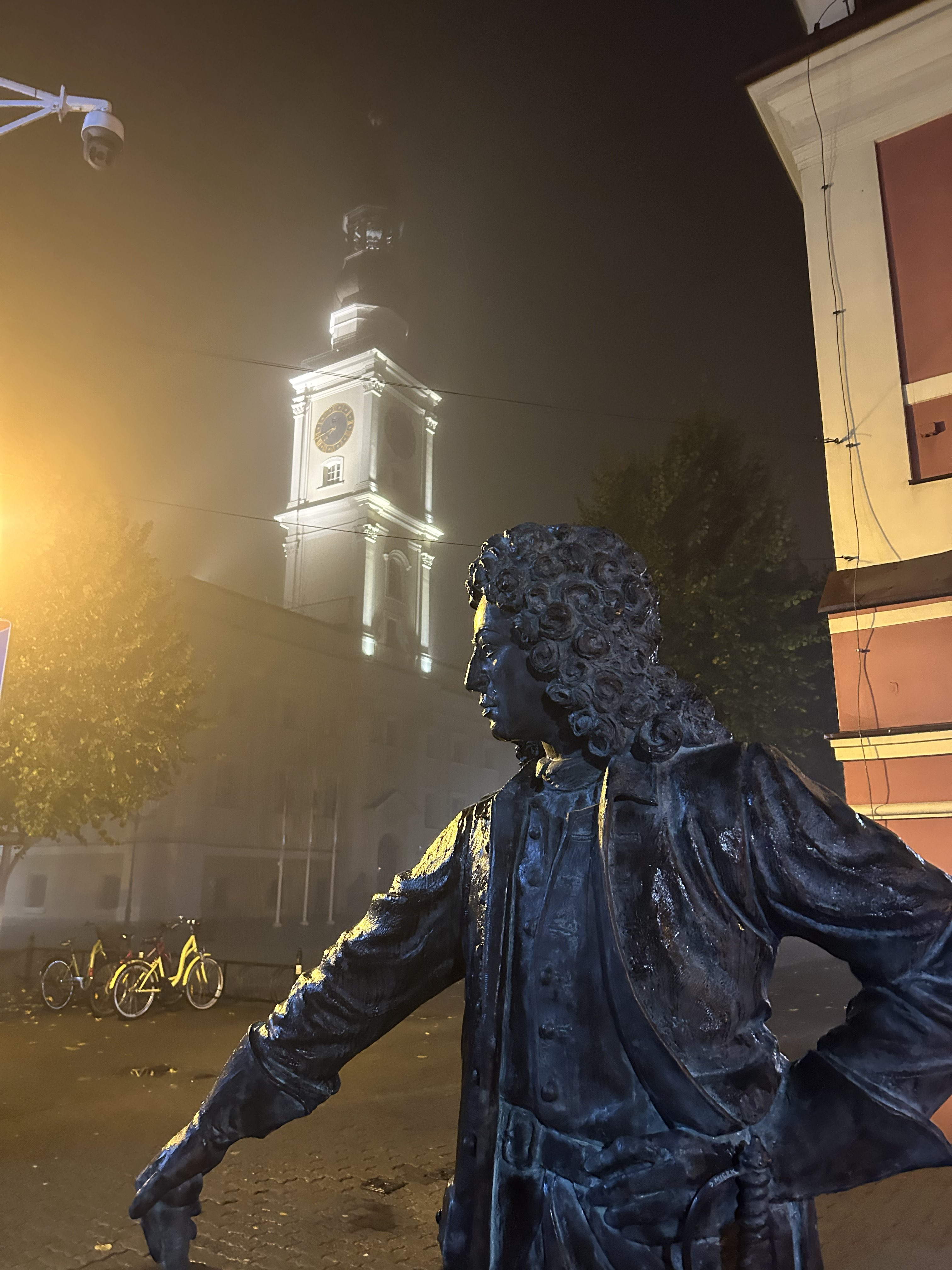
Pomnik Stanisława Leszczyńskiego na rynku w Lesznie

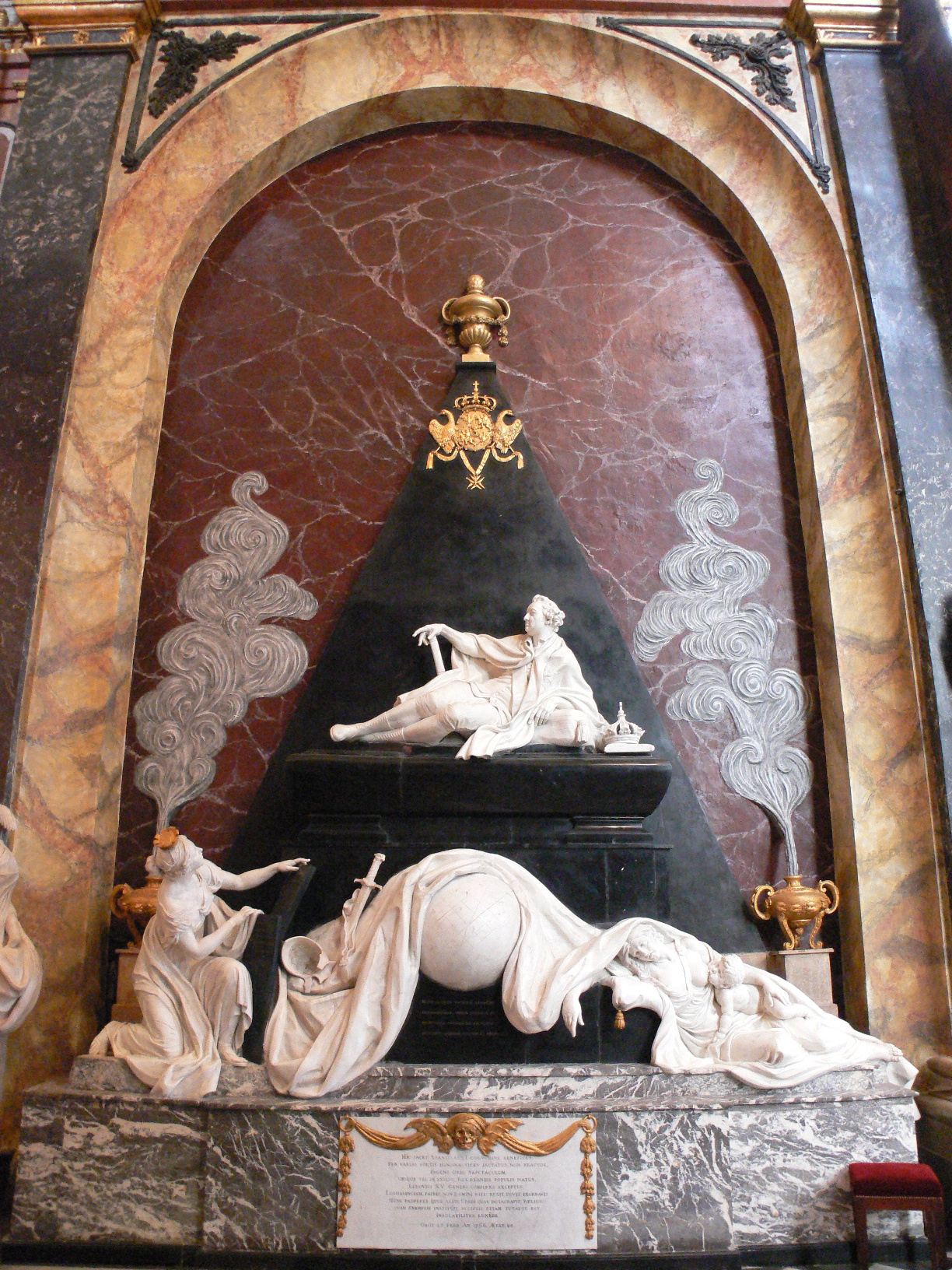
Nagrobek Stanisława Leszczyńskiego w kościele Notre-Dame de Bon Secours w Nancy

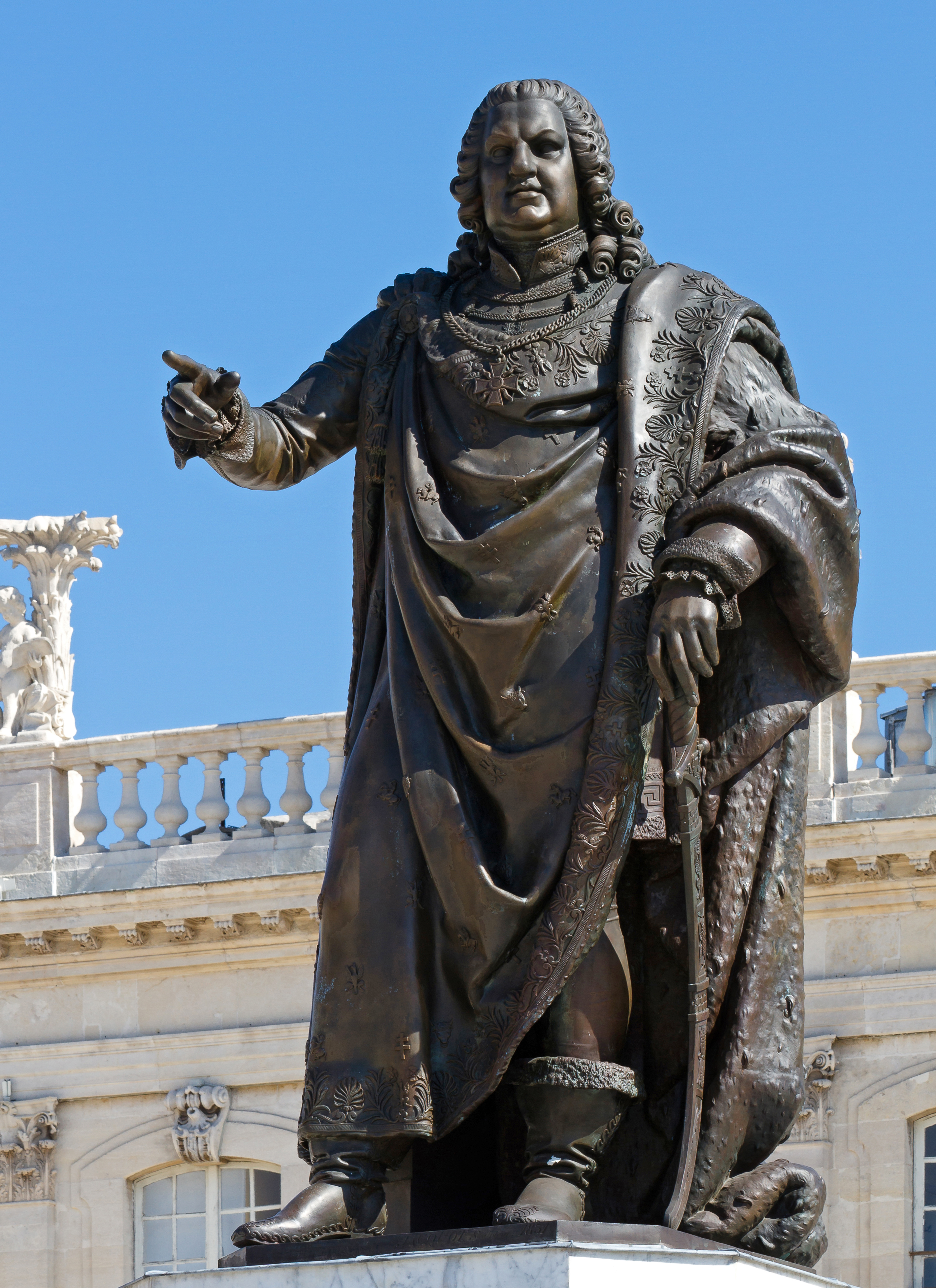
Pomnik Stanisława Leszczyńskiego na Placu Stanisława w Nancy

6 lutego 1766 król doznał rozległych poparzeń, gdy jego strój zapalił się od iskry z kominka. Po długiej agonii zmarł 23 lutego w wieku 88 lat i 4 miesięcy. Był najdłużej żyjącym królem Polski. Został pochowany w kościele Notre-Dame de Bon Secours w Nancy. Kościół został zniszczony podczas rewolucji francuskiej, a szczątki królewskie dwukrotnie sprofanowano. W czerwcu 1814 zabrał je Michał Sokolnicki i przewiózł do Poznania, z zamiarem pochowania w katedrze wawelskiej. Od tamtego czasu ich losy były nieznane aż do roku 1924, kiedy odnalezione zostały w podziemiach kościoła św. Katarzyny w Leningradzie, skąd przemycone zostały do Zamku Królewskiego w Warszawie. W roku 1926 przeniesiono je do jednej z sal zamku królewskiego na Wawelu, skąd trafiły w roku 1938 do katedry wawelskiej, początkowo do krypty Batorego, później do krypty Zygmuntowskiej.

## Twórczość

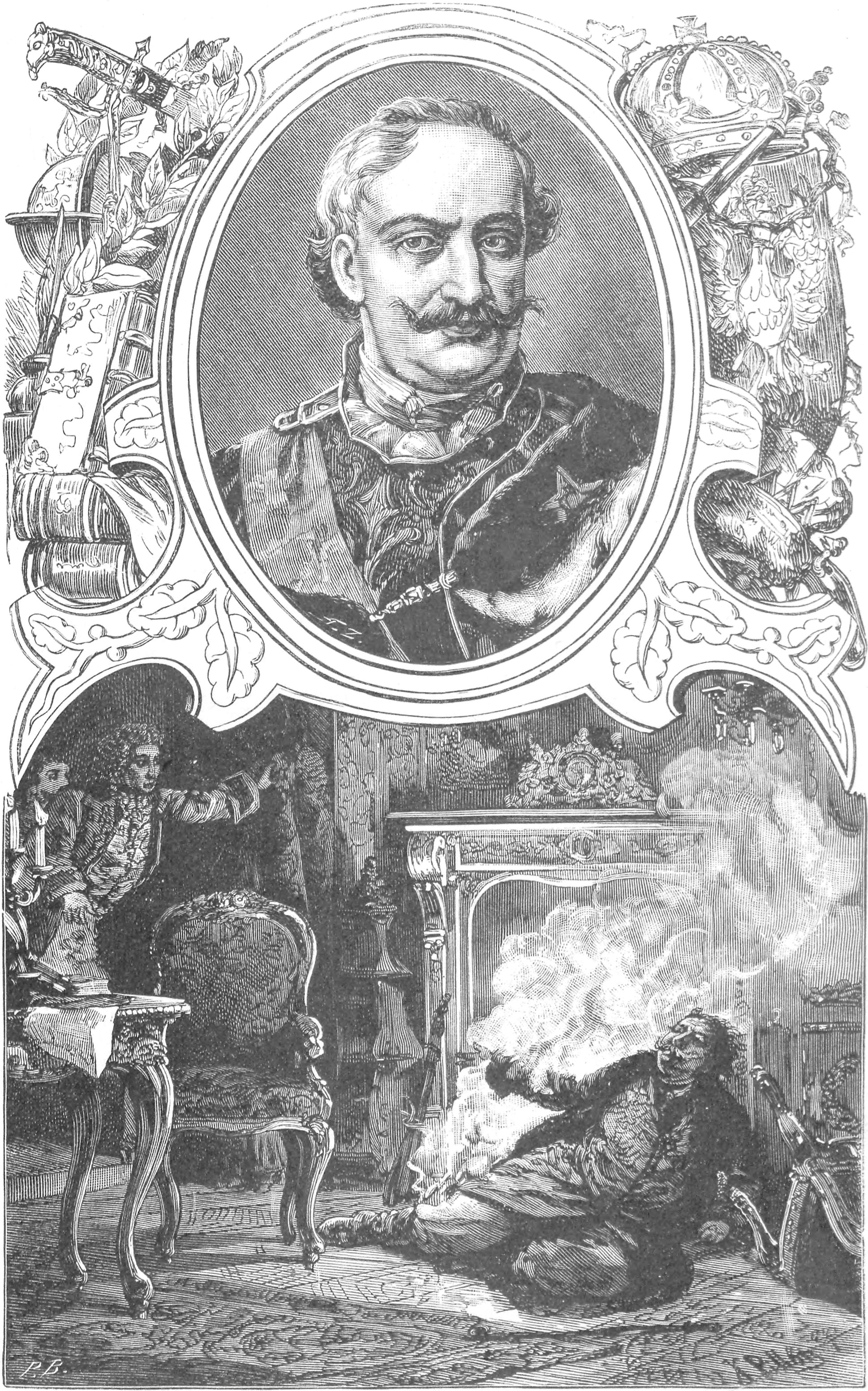
Stanisław Leszczyński w cyklu Wizerunki książąt i królów polskich Ksawerego Pillatiego z 1888.

Był głęboko wierzącym i praktykującym katolikiem (starał się codziennie uczestniczyć we mszy świętej), co znalazło wyraz w jego twórczości. Przetłumaczył z francuskiego dzieła religijne: M. Clémenta Rozmowy duszy z Panem Bogiem wybrane ze słów Św. Augustyna (Nancy 1745), Nicolasa Fontaine Historię Nowego i Starego testamentu (Nancy 1761). W 1760 ogłosił w Nancy swoją rozprawę L’incrédulité combatue par le simple bon sens, w której przeciwstawił się przedstawicielom deizmu.
Jako pisarz polityczny, filozof i tłumacz posługiwał się licznymi pseudonimami i kryptonimami: Ariste; Un Habitant de Dantzic; Le Maître à Nancy; Philosophe bienfaisant (Filozof dobroczyńca; Der Wohlthätige Weltweise); R. D.P. D.D. L. E. D. B.; Un Roy; Sa Majesté le R. D.P. D.D. L. E. D. B.; Un Seigneur polonais; Szlachcic (A citizen; Le Citoyen; Ein Bürger von Polen).

### Dzieła
1. Avis du roi à la reine sa fille lors de son mariage, powst. 1725, wyd. zobacz Wydania zbiorowe poz. 7; przekł. polski: K. Lubicz-Niezabitowski: Rady Stanisława, króla, dane Marii córce, królowej francuskiej, w czasie jej zamęźcia, wyd. zobacz Wydania zbiorowe poz. 7; przekł. niemiecki (1725)
2. Lettre du roi de Pologne Stanislas I, oú il raconte la manière dont il est sorti de Dantzig durant le siège de cette ville (Nancy 1734 według Estreichera), wyd. następne: Amsterdam 1758; przekł. polski: Opis podróży z Gdańska do Kwidzyna, Warszawa 1824; przekł. niemiecki (1759)[22]
3. Lettre d’un seigneur polonais, écrite de Königsberg à un seigneur de ses amis. À Varsovie, 10 septembre 1735, wydano zobacz poz. 17, t. 1
4. Lettre d’un habitant de Dantzic en réponse à celle d’un de ses amis demeurant à Varsovie, 12 décembre 1735, wydano zobacz poz. 17, t. 1
5. Règlement de vie, powst. 1737, wyd. zobacz Wydania zbiorowe poz. 3, rozdz. 52; przekł. polski: K. Lubicz-Niezabitowski: Nowa ustawa życia, wyd. zobacz Wydania zbiorowe poz. 7
6. Głos wolny wolność ubezpieczający, wersja I – powst. pomiędzy 1 lutego a 12 września 1733 (według hipotezy E. Rostworowskiego), wyd. anonimowe, brak miejsca wydania 1733 (3 wydania antydatowane, jedno z wizerunkiem orła na karcie tytułowej); wersja II – powst. w latach 1734–1737; istniało 14 kopii rękopiśmiennych (2 wersji I, 12 wersji II); przekłady: ang. (1750), niem. (1772)[23]
7. Réponse d’Ariste aux conseils de l’amitié, Lyon 1747–1750, wyd. następne zobacz poz. 17, t. 4; przekł. polski fragmentów: K. Lubicz-Niezabitowski: O religii; O rozkoszch; O namiętnościach; O społeczności; Prawdziwy filozof, wyd. zobacz Wydania zbiorowe poz. 7
8. Le Philosophe chrétien cz. 1-2, brak miejsca wydania 1749; przekł. polski: K. Lubicz-Niezabitowski: Filozof chrześcijański cz. 1-2, Warszawa 1830[24]
9. Combat de la volonté et de la raison, Nancy 1749
10. Pensées sur les dangers de l’esprit, brak miejsca wydania (około roku 1749), wyd. następne zobacz Wydania zbiorowe poz. 17, t. 1; przekł. polski fragmentów: K. Lubicz-Niezabitowski: Niebezpieczeństwa dowcipu, wyd. zobacz Wydania zbiorowe poz. 7
11. Réflexions sur divers sujets de morale, brak miejsca wydania 1750, wyd. następne zobacz poz. 17, t. 4; przekł. polski: K. Lubicz-Niezabitowski: Myśli rozmaite, wyd. zobacz Wydania zbiorowe poz. 7
12. Réponse au discours de Mr Rousseau, qui a remporté le prix de l’Académie de Dijon, sur cette question: si le rétablissement des sciences et des arts a contribué à épurer les moeurs, „Mercure de France” 1751 septembre; wyd. osobne: brak miejsca wydania 1751, wyd. następne zobacz poz. 17, t. 4; przekł. polski: K. Lubicz-Niezabitowski: Odpowiedź Stanisława na rozprawę uwieńczoną przez Akademię w Dijon, przez Obywatela Genewskiego napisaną na zadanie: „Czyli przywrócenie nauk i sztuk przyczyniło się do ukształtowania obyczajów?”, wyd. zobacz Wydania zbiorowe poz. 7
13. Discours adressé à l’Académie de Nancy, powst. 1752, wyd. zobacz poz. 17, t. 4; wyd. następne zobacz Wydania zbiorowe poz. 7; przekł. polski: K. Lubicz-Niezabitowski: Mowa przesłana Akademii w Nancy, wyd. zobacz Wydania zbiorowe poz. 7; przekł. włoski (1753)
14. Entretien d’un Européen avec un insulaire du royaume de Dumocala (Nancy) 1752 (wyd. anonimowe, miejsce druku ustalił Rostworowski); wyd. następne: brak miejsca wydania 1754; przekł. polski: K. Lubicz-Niezabitowski: Rozmowa Europejczyka z wyspiarzem z królestwa Dumocala, wyd. zobacz Wydania zbiorowe poz. 7
15. Réponse à la lettre d’un ami, wyd. (razem z poz. 14) brak miejsca wydania 1754; wyd. następne: Paryż 1755; przekł. polski: K. Lubicz-Niezabitowski: O prawdziwej polityce; O rolnictwie albo o magazynach obfitości; O handlu i o zbytku będącym jego skutkiem; O wychowaniu publicznym, wyd. zobacz Wydania zbiorowe poz. 7
16. L’Incrédulité combattue par le simple bon sens. Essay philosophique par un roy (Nancy 1760), wyd. następne: brak miejsca i roku wydania (2 wydania); przekł. polski: X. S.H. S.: Niedowiarstwo zdrowym rozumem pokonane, Kraków 1824[25]
17. Oeuvres du philosophe bienfaisant, wyd. P.J. Solignac, t. 1-4, Paryż 1763; wyd. następne: Paryż 1764[26][27][28][29]; przekł. niemiecki (1764)
18. Recueil de diverses matières, Nancy 1765 (według J.M. Quérarda: 1766)
19. Le Monde chrétien, wyd. zobacz Wydania zbiorowe poz. 3, rozdz. 2
20. Réflexions sur l’éducation et particulièrement sur celle des princes adressés au dauphin, père de Louis XVI, wyd. zobacz Wydania zbiorowe poz. 3, rozdz. 20; przekł. polski: K. Lubicz-Niezabitowski: Odpowiedź Stanisława obejmująca plan wychowania młodych książąt, wyd. zobacz Wydania zbiorowe poz. 7
21. Coup d’oeil politique sur les matières les plus importantes de l’administration monarchique, wyd. zobacz Wydania zbiorowe poz. 3, rozdz. 35; przekł. polski: K. Lubicz-Niezabitowski: Rzut oka na politykę i administrację narodową (francuską) dla użytku delfina, wyd. zobacz Wydania zbiorowe poz. 7
22. Mémorial de l’affermissement de la paix générale, z rękopisu Biblioteki Publicznej w Nancy, sygn. 1137 (360) wyd. J. Życki „Sparwy Obce” 1931, zeszyt 8; przekł. polski: L.A. Czernowa: Memoriał o utrwaleniu pokoju powszechnego, wyd. zobacz Wydania zbiorowe poz. 8.

### Przekłady
1. M. Clément: Rozmowa duszy z Panem Bogiem wybrane ze słów ś. Augustyna w medytacjach i inszych księgach jego (Nancy) 1745, przekł. wierszowany
2. N. Fontaine (ps. Royaumont): Historia Starego i Nowego Testamentu... Z francuskiego wierszem polskim przetłumaczona, Nancy 1761 (oryginał francuski prozą drukowano pod nazwiskiem: Lemaistre de Sacy).

### Wydania zbiorowe
1. Oeuvres du philosophe bienfaisant, wyd. P.J. Solignac, t. 1-4, Paryż 1763, wyd. następne: Paryż 1764; zobacz Ważniejsze dzieła poz. 17
2. Pensées philosophiques, morales et politiques, ouvrage de main de maître à Nancy, wyd. A.G. Contant d’Orville, Berlin 1768[30]
3. B. Proyart: Histoire de Stanislas I, roi de Pologne, duc de Lorraine et de Bar t. 2, Lyon 1784, wyd. następne: Paryż 1785 (zawartość: w 52 rozdziałach znajdują się m.in. fragmenty utworów wydanych w Ważniejszych dziełach poz. 17)
4. Oeuvres complètes. Nouvelle édition classée par ordre de matières et ornée de 82 gravures t. 1-8, brak miejsca wydania 1790 (wyd. skądinąd nieznane, podaje Estreicher XXI, 221, według Katalogu Biblioteki Uniwersytetu w Kijowie)
5. Le Guide des adoloscents ou recueil de principes élémentaires sur ce, que l’enfant doit apprendre et ce, que l’homme doit savoir, ouvrage utile aux jeunes gens de 12 À 20 ans dans lequel ils trouveront vingt deux chapitres écrits par Stanislas, roi de Pologne, sur les droits et les devoirs de l’homme en société, wyd. P. Ch. Lecomte, Paryż 1818
6. Maximes et réflexions politiques, morales et religieuses d’un administrateur couronné, Parma 1822[31]
7. Oeuvres choisies de Stanislas, roi de Pologne, duc de Lorraine, de Bar etc. précédées d’une notice historique par Mme de Saint-Oüen, Paryż 1825[32]; przekł. polski: K. Lubicz-Niezabitowski: Rys życia i wybór pism Stanisława Leszczyńskiego, króla polskiego, księcia Lotaryngii i Baru, zwanego Filozofem dobroczyńcą. Podług edycji francuskiej przez panią Saint-Oüen ogłoszony w języku ojczystym, Warszawa 1828
8. Wybór pism w: J. Lechicka: Rola dziejowa Stanisława Leszczyńskiego oraz wybór z jego pism cz. 2, Toruń 1951, „Rocznik Towarzystwa Naukowego w Toruniu” rocznik 54 (1949), zeszyt 2.
9. Esquisses, réflexions et maximes philosophiques / Szkice, refleksje i maksymy filozoficzne, wybór J. Jadacki, Bydgoszcz 2021

### Listy i materiały
1. Do W. Ponińskiego z lat 1703–1709, rękopis: Biblioteka PAN Kraków, sygn. 980
2. Do J., A. i K. Sobieskich 6 listów z lat 1703–1709; do W. Ponińskiego 12 listów z lat 1704–1725; od A.F. de Monti z roku 1733; do córki Marii 17 listów z lat 1733–1734 i 9 listów z lat 1762–1766; do żony Katarzyny 3 listy z roku 1734; do J. Ożarowskiego 7 listów z roku 1735; od córki Marii z roku 1762; do Stanisława Augusta z 20 lutego 1765; testament
3. Do J. Potockiego z 26 sierpnia 1706 (w jęz. polskim); podobizna listu zobacz Wydania zbiorowe poz. 7
4. Do W. Ponińskiego 10 listów z lat 1709–1713, rękopis: Biblioteka Jagiellońska, sygn. 83
5. Listy z roku 1709 (w jęz. polskim) i z 1743 (w jęz. francuskim), podobiznę listów z rękopisu Biblioteki Zamoyskich ogł. A. Rembowski przy wyd.: Głos wolny..., zobacz Ważniejsze dzieła poz. 6
6. Do cesarza Karola VI (w jęz. łacińskim) i do posła swego w Wiedniu z roku 1719 (w jęz. polskim), wyd. w: K. Niesiołowski: Otia publica, vix domestica..., brak miejsca wydania 1743, s. 363–367
7. Do nieznanego adresata z 3 listopada 1721; od Karola XII 2 listy z roku 1713; od Ulryki Eleonory 2 listy z lat 1723–1725; od Fryderyka, króla szwedzkiego, 3 listy z lat: 1723, 1725; od księcia d’Orléans z roku 1725; od kardynała de Rohan; od Jakuba, pretendenta angielskiego, z roku 1725; od Amadeusza, króla Sardynii, z roku 1725; od kardynała de Fleury z roku 1729; od Fryderyka II z lat: 1740, 1754
8. Do J. Mniszcha z lat 1733–1734, wyd. S. Barącz: Pamiętnik dziejów polskich z aktów urzędowych lwowskich i rękopisów, Lwów 1855
9. Lettres inédites du roi Stanislas... à Jacques Hulin, son ministre en cour de France (1733-1766). Publiées par P. Boyé, Paryż 1920
10. Korespondencja z J.A.Załuskim z lat 1734–1736 i 1761, rękopis: Biblioteka Narodowa, sygn. L. 3216
11. Correspondance inédite de Stanislas Leszczyński... avec les rois de Prusse Frédéric-Guillaume I et Frédéric II (1736-1766). Publiée avec une étude et des notes par P. Boyé, Paryż 1906
12. Lettres inédites du roi Stanislas à Marie Leszczyńska (1754-1766). Publiées par P. Boyé, Paryż 1901
13. Do J.A.Jabłonowskiego, w zbiorze listów z lat 1757–1770, rękopis: Biblioteka Czartoryskich, sygn. 1135
14. Do panujących europejskich z 20 stycznia 1760 w sprawie kongresu pokoju; od Fryderyka, króla pruskiego, z 10 lutego 1760; od Jerzego, króla angielskiego, z 8 lutego 1760; od Augusta III, króla polskiego, z 23 lutego 1760; od Adolfa-Fryderyka, króla szwedzkiego, z 12 marca 1760; od Marii Teresy z 2 kwietnia 1760; od Stanisława Augusta z 15 września 1764, 12 stycznia i 27 kwietnia 1765; do Stanisława Augusta z 21 maja i 12 października 1765; korespondencja francuskiej rodziny królewskiej ze Stanisławem Leszczyńskim
15. Correspondance inédite, wyd. H. Gauthier-Villars: Le Mariage de Louis XV, Paryż 1900
16. Korespondencja z córką Marią i z rodziną, rękopisy: Arch. du Ministère des Affaires Étrangères w Paryżu, sygn. 141, 147-153, 212
17. Do K. Urbanowicza, wyd. A. Przeździecki: Krzysztof Urbanowicz, „Biblioteka Warszawska” 1856, t. 3
18. Listy i memoriały do Karola XII, senatu szwedzkiego, Ulryki Eleonory i Bielkiego, rękopisy: Archiwum Państwowe w Sztokholmie
19. Do J.A.Jabłonowskiego, rękopis: Biblioteka Czartoryskich, sygn. 601
20. Od Augusta II z 4 kwietnia 1707 wraz z odpowiedzią Leszczyńskiego; od posła francuskiego margrabiego A.F. de Monti z Gdańska; manifesty i uniwersały Leszczyńskiego z lat: 1706, 1734
21. Od Augusta III z 7 stycznia 1739; od J. de Marthy z 10 września 1761, ogł. P. Boyé: La Cour polonaise de Lunéville (1737-1766), Nancy 1926.

## Stanisław Leszczyński w sztuce
Persona Stanisława Leszczyńskiego wykorzystana była w sztuce jako symbol polskości wielkiej i dumnej, a także niewinnej wobec historii. W 1840 roku Giuseppe Verdi skomponował operę „Un giorno di regno” („Jednodniowe panowanie”). Król Stanisław występuje tam w głównej roli wątku komediowo-miłosnego. W latach 90. XIX wieku Alfred Jarry pisał także sztukę „Ubu roi ou les Polonais” („Król Ubu, czyli Polacy”). Stanisław Leszczyński występuje tam jako wieśniak. Takie ujęcie wskazuje albo nieznajomość historii Polski przez autora, albo modne wtedy uwydatnienie, iż wieś zawiera w sobie najwyższe królewskie cnoty (na przykład Stanisław Wyspiański mawiał, iż żeniąc się z chłopką, poślubił „Piastkę”). Leszczyński występuje również w adaptacji operowej „Króla Ubu” w operze „Ubu Rex” Krzysztofa Pendereckiego. Istnieje też ciekawa sztuka Stefana Bratkowskiego Marivaudage opowiadająca o ostatnim okresie życia Leszczyńskiego.
Na portrecie z cyklu „Poczet królów i książąt polskich” Jan Matejko nawiązuje do wyglądu Leszczyńskiego przed objęciem tronu. Przedstawienie króla w kontuszu i żupanie, o fryzurze i wąsach typowo szlacheckich dodatkowo uwydatnia prawdziwie polski wizerunek króla Stanisława w przeciwieństwie do króla Augusta II.
Stanisław Leszczyński wraz z Jerzym Andrzejem Helwingiem przedstawieni są na rzeźbie umieszczonej przed Muzeum Kultury Ludowej w Węgorzewie.

## Życie prywatne
Żona:

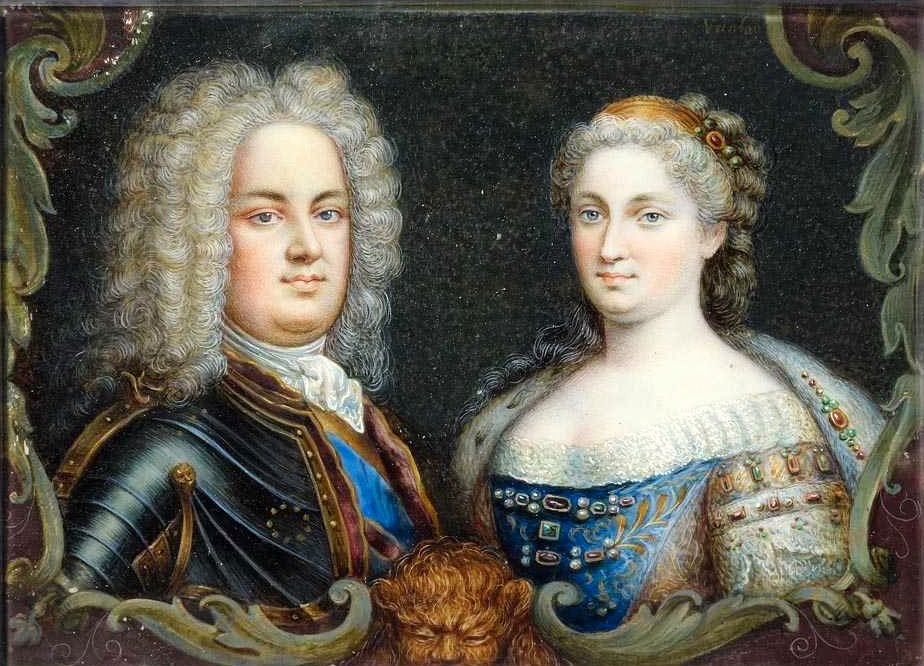
Stanisław Leszczyński i Katarzyna Opalińska

- Katarzyna Opalińska (ur. 1680, zm. 1747) – córka kasztelana poznańskiego Jana Karola Opalińskiego

Córki:
- Maria (ur. 1703, zm. 1768) – królowa Francji
- Anna (ur. 1699, zm. 1717)

Za pośrednictwem córki Marii, która wyszła za mąż za Ludwika XV Burbona, króla Francji, Stanisław Leszczyński jest przodkiem królów Francji, Hiszpanii i innych przedstawicieli wielkich europejskich rodów królewskich, książęcych i arystokratycznych.

## Wywód przodków
|  |                                  |  |  |  |  |  |  |  |  |  |  |  | Andrzej Leszczyński |  |  |  |
|  |                                  |  |  |  |  |  |  |  |  |  |  |  |                     |  |  |  |
|  |                                  |  |  |  |  |  |  |  |  |  |  |  |                     |  |  |  |
|  |                                  |  |  |  |  |  |  |  |  |  |  |  |                     |  |  |  |
|  | Rafał Leszczyński                |  |  |  |  |  |  |  |  |  |  |  |                     |  |  |  |
|  |                                  |  |  |  |  |  |  |  |  |  |  |  |                     |  |  |  |
|  |                                  |  |  |  |  |  |  |  |  |  |  |  |                     |  |  |  |
|  |                                  |  |  |  |  |  |  |  |  |  |  |  |                     |  |  |  |
|  | Anna Firlejówna                  |  |  |  |  |  |  |  |  |  |  |  |                     |  |  |  |
|  |                                  |  |  |  |  |  |  |  |  |  |  |  |                     |  |  |  |
|  |                                  |  |  |  |  |  |  |  |  |  |  |  |                     |  |  |  |
|  |                                  |  |  |  |  |  |  |  |  |  |  |  |                     |  |  |  |
|  | Bogusław Leszczyński             |  |  |  |  |  |  |  |  |  |  |  |                     |  |  |  |
|  |                                  |  |  |  |  |  |  |  |  |  |  |  |                     |  |  |  |
|  |                                  |  |  |  |  |  |  |  |  |  |  |  |                     |  |  |  |
|  |                                  |  |  |  |  |  |  |  |  |  |  |  |                     |  |  |  |
|  | Stanisław Radzimiński            |  |  |  |  |  |  |  |  |  |  |  |                     |  |  |  |
|  |                                  |  |  |  |  |  |  |  |  |  |  |  |                     |  |  |  |
|  |                                  |  |  |  |  |  |  |  |  |  |  |  |                     |  |  |  |
|  |                                  |  |  |  |  |  |  |  |  |  |  |  |                     |  |  |  |
|  | Anna z Radzimińskich             |  |  |  |  |  |  |  |  |  |  |  |                     |  |  |  |
|  |                                  |  |  |  |  |  |  |  |  |  |  |  |                     |  |  |  |
|  |                                  |  |  |  |  |  |  |  |  |  |  |  |                     |  |  |  |
|  |                                  |  |  |  |  |  |  |  |  |  |  |  |                     |  |  |  |
|  | Teodora Sanguszkówna             |  |  |  |  |  |  |  |  |  |  |  |                     |  |  |  |
|  |                                  |  |  |  |  |  |  |  |  |  |  |  |                     |  |  |  |
|  |                                  |  |  |  |  |  |  |  |  |  |  |  |                     |  |  |  |
|  |                                  |  |  |  |  |  |  |  |  |  |  |  |                     |  |  |  |
|  | Rafał Leszczyński                |  |  |  |  |  |  |  |  |  |  |  |                     |  |  |  |
|  |                                  |  |  |  |  |  |  |  |  |  |  |  |                     |  |  |  |
|  |                                  |  |  |  |  |  |  |  |  |  |  |  |                     |  |  |  |
|  |                                  |  |  |  |  |  |  |  |  |  |  |  |                     |  |  |  |
|  | Gerard Denhoff                   |  |  |  |  |  |  |  |  |  |  |  |                     |  |  |  |
|  |                                  |  |  |  |  |  |  |  |  |  |  |  |                     |  |  |  |
|  |                                  |  |  |  |  |  |  |  |  |  |  |  |                     |  |  |  |
|  |                                  |  |  |  |  |  |  |  |  |  |  |  |                     |  |  |  |
|  | Kasper Denhoff                   |  |  |  |  |  |  |  |  |  |  |  |                     |  |  |  |
|  |                                  |  |  |  |  |  |  |  |  |  |  |  |                     |  |  |  |
|  |                                  |  |  |  |  |  |  |  |  |  |  |  |                     |  |  |  |
|  |                                  |  |  |  |  |  |  |  |  |  |  |  |                     |  |  |  |
|  | Małgorzata v. Zweiffeln          |  |  |  |  |  |  |  |  |  |  |  |                     |  |  |  |
|  |                                  |  |  |  |  |  |  |  |  |  |  |  |                     |  |  |  |
|  |                                  |  |  |  |  |  |  |  |  |  |  |  |                     |  |  |  |
|  |                                  |  |  |  |  |  |  |  |  |  |  |  |                     |  |  |  |
|  | Anna Denhoffówna                 |  |  |  |  |  |  |  |  |  |  |  |                     |  |  |  |
|  |                                  |  |  |  |  |  |  |  |  |  |  |  |                     |  |  |  |
|  |                                  |  |  |  |  |  |  |  |  |  |  |  |                     |  |  |  |
|  |                                  |  |  |  |  |  |  |  |  |  |  |  |                     |  |  |  |
|  | Aleksander Koniecpolski          |  |  |  |  |  |  |  |  |  |  |  |                     |  |  |  |
|  |                                  |  |  |  |  |  |  |  |  |  |  |  |                     |  |  |  |
|  |                                  |  |  |  |  |  |  |  |  |  |  |  |                     |  |  |  |
|  |                                  |  |  |  |  |  |  |  |  |  |  |  |                     |  |  |  |
|  | Anna Aleksandra z Koniecpolskich |  |  |  |  |  |  |  |  |  |  |  |                     |  |  |  |
|  |                                  |  |  |  |  |  |  |  |  |  |  |  |                     |  |  |  |
|  |                                  |  |  |  |  |  |  |  |  |  |  |  |                     |  |  |  |
|  |                                  |  |  |  |  |  |  |  |  |  |  |  |                     |  |  |  |
|  | Anna ze Sroczyckich              |  |  |  |  |  |  |  |  |  |  |  |                     |  |  |  |
|  |                                  |  |  |  |  |  |  |  |  |  |  |  |                     |  |  |  |
|  |                                  |  |  |  |  |  |  |  |  |  |  |  |                     |  |  |  |
|  |                                  |  |  |  |  |  |  |  |  |  |  |  |                     |  |  |  |
|  | Stanisław Leszczyński            |  |  |  |  |  |  |  |  |  |  |  |                     |  |  |  |
|  |                                  |  |  |  |  |  |  |  |  |  |  |  |                     |  |  |  |
|  |                                  |  |  |  |  |  |  |  |  |  |  |  |                     |  |  |  |
|  |                                  |  |  |  |  |  |  |  |  |  |  |  |                     |  |  |  |
|  | Maciej Jabłonowski               |  |  |  |  |  |  |  |  |  |  |  |                     |  |  |  |
|  |                                  |  |  |  |  |  |  |  |  |  |  |  |                     |  |  |  |
|  |                                  |  |  |  |  |  |  |  |  |  |  |  |                     |  |  |  |
|  |                                  |  |  |  |  |  |  |  |  |  |  |  |                     |  |  |  |
|  | Jan Stanisław Jabłonowski        |  |  |  |  |  |  |  |  |  |  |  |                     |  |  |  |
|  |                                  |  |  |  |  |  |  |  |  |  |  |  |                     |  |  |  |
|  |                                  |  |  |  |  |  |  |  |  |  |  |  |                     |  |  |  |
|  |                                  |  |  |  |  |  |  |  |  |  |  |  |                     |  |  |  |
|  | Katarzyna z Kłomickich           |  |  |  |  |  |  |  |  |  |  |  |                     |  |  |  |
|  |                                  |  |  |  |  |  |  |  |  |  |  |  |                     |  |  |  |
|  |                                  |  |  |  |  |  |  |  |  |  |  |  |                     |  |  |  |
|  |                                  |  |  |  |  |  |  |  |  |  |  |  |                     |  |  |  |
|  | Stanisław Jan Jabłonowski        |  |  |  |  |  |  |  |  |  |  |  |                     |  |  |  |
|  |                                  |  |  |  |  |  |  |  |  |  |  |  |                     |  |  |  |
|  |                                  |  |  |  |  |  |  |  |  |  |  |  |                     |  |  |  |
|  |                                  |  |  |  |  |  |  |  |  |  |  |  |                     |  |  |  |
|  | Jan Ostroróg                     |  |  |  |  |  |  |  |  |  |  |  |                     |  |  |  |
|  |                                  |  |  |  |  |  |  |  |  |  |  |  |                     |  |  |  |
|  |                                  |  |  |  |  |  |  |  |  |  |  |  |                     |  |  |  |
|  |                                  |  |  |  |  |  |  |  |  |  |  |  |                     |  |  |  |
|  | Anna Ostrorożanka                |  |  |  |  |  |  |  |  |  |  |  |                     |  |  |  |
|  |                                  |  |  |  |  |  |  |  |  |  |  |  |                     |  |  |  |
|  |                                  |  |  |  |  |  |  |  |  |  |  |  |                     |  |  |  |
|  |                                  |  |  |  |  |  |  |  |  |  |  |  |                     |  |  |  |
|  | Zofia z Zasławskich              |  |  |  |  |  |  |  |  |  |  |  |                     |  |  |  |
|  |                                  |  |  |  |  |  |  |  |  |  |  |  |                     |  |  |  |
|  |                                  |  |  |  |  |  |  |  |  |  |  |  |                     |  |  |  |
|  |                                  |  |  |  |  |  |  |  |  |  |  |  |                     |  |  |  |
|  | Anna z Jabłonowskich             |  |  |  |  |  |  |  |  |  |  |  |                     |  |  |  |
|  |                                  |  |  |  |  |  |  |  |  |  |  |  |                     |  |  |  |
|  |                                  |  |  |  |  |  |  |  |  |  |  |  |                     |  |  |  |
|  |                                  |  |  |  |  |  |  |  |  |  |  |  |                     |  |  |  |
|  | Marcin Kazanowski                |  |  |  |  |  |  |  |  |  |  |  |                     |  |  |  |
|  |                                  |  |  |  |  |  |  |  |  |  |  |  |                     |  |  |  |
|  |                                  |  |  |  |  |  |  |  |  |  |  |  |                     |  |  |  |
|  |                                  |  |  |  |  |  |  |  |  |  |  |  |                     |  |  |  |
|  | Aleksander Dominik Kazanowski    |  |  |  |  |  |  |  |  |  |  |  |                     |  |  |  |
|  |                                  |  |  |  |  |  |  |  |  |  |  |  |                     |  |  |  |
|  |                                  |  |  |  |  |  |  |  |  |  |  |  |                     |  |  |  |
|  |                                  |  |  |  |  |  |  |  |  |  |  |  |                     |  |  |  |
|  | Katarzyna ze Starzyckich         |  |  |  |  |  |  |  |  |  |  |  |                     |  |  |  |
|  |                                  |  |  |  |  |  |  |  |  |  |  |  |                     |  |  |  |
|  |                                  |  |  |  |  |  |  |  |  |  |  |  |                     |  |  |  |
|  |                                  |  |  |  |  |  |  |  |  |  |  |  |                     |  |  |  |
|  | Marianna z Kazanowskich          |  |  |  |  |  |  |  |  |  |  |  |                     |  |  |  |
|  |                                  |  |  |  |  |  |  |  |  |  |  |  |                     |  |  |  |
|  |                                  |  |  |  |  |  |  |  |  |  |  |  |                     |  |  |  |
|  |                                  |  |  |  |  |  |  |  |  |  |  |  |                     |  |  |  |
|  | Stefan Potocki                   |  |  |  |  |  |  |  |  |  |  |  |                     |  |  |  |
|  |                                  |  |  |  |  |  |  |  |  |  |  |  |                     |  |  |  |
|  |                                  |  |  |  |  |  |  |  |  |  |  |  |                     |  |  |  |
|  |                                  |  |  |  |  |  |  |  |  |  |  |  |                     |  |  |  |
|  | Anna z Potockich                 |  |  |  |  |  |  |  |  |  |  |  |                     |  |  |  |
|  |                                  |  |  |  |  |  |  |  |  |  |  |  |                     |  |  |  |
|  |                                  |  |  |  |  |  |  |  |  |  |  |  |                     |  |  |  |
|  |                                  |  |  |  |  |  |  |  |  |  |  |  |                     |  |  |  |
|  | Maria Mohylanka                  |  |  |  |  |  |  |  |  |  |  |  |                     |  |  |  |
|  |                                  |  |  |  |  |  |  |  |  |  |  |  |                     |  |  |  |
|  |                                  |  |  |  |  |  |  |  |  |  |  |  |                     |  |  |  |

## Opracowania monograficzne
- J. Feldman: Stanisław Leszczyński, Wrocław 1948; przedr. fotooffsetowy Warszawa 1959.